# Goodbye to Yesterday
A Goodbye to Yesterday (magyarul: Viszlát a tegnapnak) egy dal, amely Észtországot képviselte a 2015-ös Eurovíziós Dalfesztiválon, Bécsben Elina Born és Stig Rästa előadásában. A dal a 2015. február 21-én megrendezett 10 fős észt nemzeti döntőben nyerte el az indulás jogát.

## Története
Az észt műsorsugárzó, az ERR 2014. december 4-én hozta nyilvánosságra a 2015-ös Eurovíziós Dalfesztivál észtországi előválogatójába, az Eesti Laul-ba beválogatott 20 versenydal listáját. A verseny két elődöntőből és egy döntőből állt. A Goodbye to Yesterday című dalt először február 14-én, a műsor második elődöntőjében adták elő, fellépési sorrendben ötödikként. Az elődöntőben maximális 20 pontot szerzett, így első helyen jutott tovább a döntőbe. 
A döntőt február 21-én rendezték a Nordea Concert Hall-ban, Tallinnban tíz produkció részvételével. A végeredményt a zsűri és a nézői szavazatok együttese alakította ki. Elina Born és Stig Rästa dala a zsűritől a maximális 10 pontot kapta, így elsőként került be a hármas szuperfináléba. A közönségszavazás során rekordmennyiségű 44974 szavazatot kaptak, ami a telefonos voksok 79%-át tette ki, így ők nyerték a dalválasztóműsort és a jogot Észtország képviselésére a 60. Eurovíziós Dalfesztiválon.

## Előadásai
A dalt az Eurovíziós Dalfesztiválon, Bécsben először a május 19-i első elődöntőben adták elő, fellépési sorrendben hetedikként a görög Maria-Elena Kyriakou One Last Breath című dala után és a macedón Daniel Kajmakoski Autumn Leaves című dala előtt. Innen a 3. helyen jutottak tovább a döntőbe.
A május 23-án rendezett döntőben fellépési sorrendben negyedikként adták elő. A dal a szavazás során 106 pontot gyűjtött, ez a 7. helyet jelentette a huszonhét fős mezőnyben.

## Külső hivatkozások
- Dalszöveg (angol nyelven). 4lyrics.eu
- A dal előadása az Eesti Laul második elődöntőjében. YouTube-videó, Eesti Rahvusringhääling, Eesti Laul, 2015. február 14.
- A dal előadása az Eesti Laul döntőjében. YouTube-videó, Eesti Rahvusringhääling, Eesti Laul, 2015. február 21.
- A dal első próbája Bécsben. YouTube-videó, Eurovision Song Contest, 2015. május 11.
- A dal második próbája Bécsben. YouTube-videó, Eurovision Song Contest, 2015. május 15.
- A dal előadása a 2015-ös Eurovíziós Dalfesztivál első elődöntőjében. YouTube-videó, Eurovision Song Contest, 2015. május 19.
- A dal előadása a 2015-ös Eurovíziós Dalfesztivál döntőjében. YouTube-videó, Eurovision Song Contest, 2015. május 23.